# Arçon
Arçon é uma comuna francesa na região administrativa de Borgonha-Franco-Condado, no departamento de Doubs. Estende-se por uma área de 21,34 km². Em 2010 a comuna tinha 900 habitantes (densidade: 42,2 hab./km²).